# Orehova muha
Orehova muha (znanstveno ime Rhagoletis completa) je vrsta sadnih muh, ki je škodljivec v nasadih orehov.

## Opis in biologija
Odrasle muhe merijo v dolžino med 4,5 in 5,2 mm in ima krila dolga med 3,4 in 4,5 mm. Krila so prozorna in imajo po štiri široke temne prečne proge. Zadnji dve progi sta na spodnjem robu združeni v obliki črke V. Muha počiva z razprtimi, nekoliko nazaj obrnjenimi krili. Telo je rumenkasto rjave barve, hrbtni ščitek pa je v celoti bledo rumen. Noge so rumene. Samica jajčeca zalega v mlado ovojnico orehov v skupinah po 15 jajčec ali več. Skupno lahko posamezna samica odloži do 400 jajčec. Iz jajčec so po približno petih dneh izležejo breznoge umazano bele do umazano rumankaste ličinke (žerke) brez značilne glave. Ličinke se hranijo z zeleno ovojnico oreha in v 30 do 40 dneh preidejo skozi dva stadija. Dodrasle žerke merijo od 8 do 10 mm. Po končanem hranjenju dorasle žerke v jutranjih ali zgodnjih dopoldanskih urah zapustijo plod in padejo na tla. Tam se zakopljejo v zemljo od 5 do 20 cm globoko in se tam zabubijo. V stadiju sodčkaste bube prezimijo, naslednje leto, običajno v juliju, pa začnejo izletati imagi.

## Razširjenost
Muha je domorodna v osrednjem delu Severne Amerike, od koder se je razširila v Evropo. V Evropi so muho prvič opazili leta 1986 v Ticinu v južni Švici, nekoliko kasneje pa tudi na več mestih v severni Italiji. V Sloveniji so pojav orehove muhe prvič zabeležili leta 1997, ko so prve primerke odkrili na orehih na Gradišču pri Vipavi.